# Phyllodromica cretensis
Phyllodromica cretensis är en kackerlacksart som först beskrevs av Willy Adolf Theodor Ramme 1927.  Phyllodromica cretensis ingår i släktet Phyllodromica och familjen småkackerlackor. Inga underarter finns listade i Catalogue of Life.